# Girolamo Ciocca
Girolamo Ciocca (Milano, prima del 1569 – 1630 circa) è stato un pittore italiano del tardo rinascimento, attivo principalmente nel milanese..

## Biografia
Delle origini di Girolamo Ciocca, figlio di un certo Giacomo, non vi siano notizie certe, ma si sa che la famiglia abitava presso la chiesa di San Sempliciano in porta Comasina come risulta dal contratto che il 7 Maggio 1569 il padre firmò con Giovanni Paolo Lomazzo pittore e poeta milanese, perché lo tenesse a bottega a imparare l'arte della pittura, e già nel 1584 il maestro informava delle ottime qualità ritrattistiche del suo allievo. Suo compagno di studi fu Ambrogio Figino. La collaborazione tra i due artisti è testimoniata dalla presunta partecipazione del Ciocca al dipinto Flagellazione conservato nel Museo del Prado realizzato intorno al 1590. Le sue doti furono dal maestro recitate in un sonetto dei I grotteschi pubblicato nel 1587. Lo storico Paolo Morigia nel 1595 lo citò come l'artista esecutore del dipinto la Resurrezione nella chiesa milanese di Sant'Angelo, celebrandone le lodi: "Gierolamo Chiocca fu tenuto pregiato pittore, e degno di lode,e fra le molte sue opere pinse una Risurrezione nella Chiesa di S. Angelo di Milano.
Nel 1603 la sua residenza è indicata nella via Quaranta Martiri 5nelle vicinanze della Chiesa di San Vittore e Quaranta martiri.
La confusione sull'assegnazione delle sue opere, nasce dall'omonimia con due pittori del medesimo tempo, opere che non sempre hanno trovato subito la giusta assegnazione; uno era Cristoforo Ciocca che viene citato come autore di alcune tele della chiesa san Vittore al Corpo, cosa che però non trova conforto in altre fonti, e Ambrogio Ciocca di cui non si hanno informazioni, a lui si fa riferimento come alunno di Giulio Cesare Procaccini; dal XVIII secolo gli storici, per mancanza di documenti, fecero un po' di confusione. 

Solo nel 1820 nella Enciclopedia metodica delle belle arti opera di Pietro Zani compaiono i nomi dei tre artisti. Nel 1968 fu finalmente inserito tra i pittori attivi nel XVI secolo in ambito milanese.
La prima opera realizzata dall'artista di cui si ha conoscenza, è stata citata nel 1567 da san Carlo Borromeo, che la indicano presente nel monastero di Santa Maria del Bigorio posta sull'altare della chiesa dove è conservata. I documenti hanno rilevato un importante legame tra l'artista e i frati dell'ordine certosino. L'archivio di Stato di Milano nei documenti riguardanti i registri della Certosa di Pavia nomina un dipinto realizzato per la Certosa di Lione pagato nel 1593 e realizzato tra il 1574 e il 1608. Anche l'Elenco dei pittori della certosa redatto negli anni 1634-1645 dal religioso Matteo Valerio cita: Ciocca ha dipinto molti quadri nella stanza di Milano. anno 1585

## Opere
Le opere che sono sicuramente assegnate a Girolamo Ciocca sono diciotto:
- Annunciazione (232x149 cm.) - Prima opera dell'artista posta come pala d'altare nella chiesa di Santa Maria Assunta a Capriasca  nel Canton Ticino.[7]
- Resurrezione (230x160 cm.)  firmata e datata: Jeronomo Chiocha f. 1586- Conservato nella sagrestia della chiesa dedicata a Santa Maria degli Angeli di Milano, assegnata inizialmente a Crisoforo, poi a un non identificato Ciocca fino al 1926 quando lo storico Serafico Pinardi ne pubblicò uno studio[8] I documenti recuperati nell'archivio della chiesa confermano la realizzazione di dipinti sia per la cappella dedicata a san Cristoforo che alla cappella di santa Francesca Romana.[9]

Storie di San Cristoforo ciclo realizzato nel 1587 per la cappella dedicata a san Cristoforo della chiesa milanese di San Vittore al Corpo. La cappella fu fatta decorare grazie all'offerta di 61 ducati d'oro da Cristoforo Riva, al suo ritorno da Modica dove era governatore.
- San Cristoforo traghetta il Bambino (240x180 cm.)
- Supplizio del fuoco di San Cristoforo(300x190 cm.)
- Martirio di San Cristoforo (300x190 cm.)

Assegnati al Ciocca sono i dipinti presenti nella volta, e sulle lesene che precedono la cappella di san Cristoforo: 
- Dio Padre con angeli nella volta divisa a cassettoni, Dio tiene tra le mani il mondo mentre ai suoi lati gli angeli tengono tra le mani la corona e la palma simboli del martirio.
- Putti con simboli del martirio di San Cristoforo sul sottarco;
- Santa Aquilina, santa Niceta, san Nicola, santa Cecilia, san Giovanni Battista, san Lorenzo, san Dazio papa, san Clemente papa e santo Stefano sulle lesene entrambi con la palma simbolo del martirio;

Altre opere:
- Sant' Ubaldo vescovo di Gubbio che libera un'ossessa (240x154 cm) per la chiesa di Sant'Agnese a Lodi posta nella terza cappella a destra.
- Madonna con Bambino e San Giovannino tra i santi Luca, Maddalena, Caterina da Siena e Stefano  (218x143 cm.) tela conservata nel museo dell Certosa pavese e proveniente dalla piccola chiesa di Selvanesco;
- Vergine Assunta (336x233 cm) per la chiesa lodigiana di San Colombano a San Colombano al Lambro pur riprendendo un soggetto già raffigurato l'artista presenta in questa tela maggior plasticità e maturità artistica;
- Madonna in Gloria (300x200 cm.) realizzata per la chiesa di San Giovanni Evangelista di Galbiate, risulta che la tela fosse presente nella chiesa nel 1613;

Il ciclo di tre dipinti conservati sul presbiterio della chiesa di Santa Maria Assunta al Vigentino inizialmente assegnati al Lorini avendo assonanze con il dipinto della Resurrezione del Figino che era stato dipinto sull'anta dell'organo del Duomo di Milano poi perduto. Le tele furono realizzate tra il 1605 e il 1609
- Dormitio Virginis, Assunzione, Incoronazione della Vergine;
- Santa Margherita di Antiochia pala della parrocchia di Busto Garolfo;
- San Benedetto da Norcia (175,5x115 cm.)conservato nella sagrestia della chiesa di San Michele di Busto Arsizio
- Natività
- Santa Francesca Romana che risana una donna con il braccio paralizzato conservata nella chiesa dei Santi Ambrogio e Simpliciano di Carate Brianza;
- Madonna che porge il Bambino a Santa Francesca Romana (303x188 cm.) pala d'altare della parrocchia di Cesano Boscone.